# Tuffi ai Giochi della XXXIII Olimpiade - Trampolino 3 metri sincro maschile
La gara dei tuffi dal trampolino 3 metri sincro maschile dei Giochi della XXXIII Olimpiade di Parigi è stata disputata il 2 agosto 2024 presso il Centro acquatico olimpico. Vi hanno partecipato otto coppie di atlete provenienti da altrettante nazioni. La gara si è svolta in un unico turno di finale in cui ogni coppia ha eseguito una serie di sei tuffi.

## Risultati
| Pos.    | Atlete                                           | Nazione       | T1    | T2    | T3    | T4    | T5    | T6    | Totale |
| ------- | ------------------------------------------------ | ------------- | ----- | ----- | ----- | ----- | ----- | ----- | ------ |
| Oro     | Long Daoyi Wang Zongyuan                         | Cina          | 54.60 | 52.80 | 79.56 | 77.70 | 85.68 | 95.76 | 446,10 |
| Argento | Juan Manuel Celaya Hernandez Osmar Olvera Ibarra | Messico       | 49,80 | 46,80 | 82,62 | 85,68 | 84,36 | 94,77 | 444,03 |
| Bronzo  | Anthony Harding Jack Laugher                     | Gran Bretagna | 49,80 | 49,20 | 82,62 | 76,50 | 85,41 | 94,62 | 438,15 |
| 4       | Lorenzo Marsaglia Giovanni Tocci                 | Italia        | 50,40 | 48,00 | 73,47 | 82,62 | 74,46 | 74,10 | 403,05 |
| 5       | Jules Bouyer Alexis Jandard                      | Francia       | 47,40 | 47,40 | 69,36 | 60,42 | 77,52 | 67,20 | 369,30 |
| 6       | Adrian Abadia Nicolas Garcia Boissier            | Spagna        | 47,40 | 45,00 | 64,80 | 69,75 | 72,45 | 62,22 | 361,62 |
| 7       | Oleg Kolodiy Danylo Konovalov                    | Ucraina       | 47,40 | 43,80 | 58,14 | 67,89 | 62,70 | 68,34 | 348,27 |
| 8       | Tyler Downs Greg Duncan                          | Stati Uniti   | 49,80 | 48,60 | 37,74 | 72,42 | 64,05 | 73,47 | 346,08 |